# دومينيك بيكار
دومينيك بيكار هو لاعب كرة القدم الكندية كندي، ولد في 22 يونيو 1982 في Sainte-Foy, Quebec City ‏ في كندا.